# Кравцов Олександр Олегович
Олександр Олегович Кравцов, член Партії регіонів; колишній народний депутат України.
Народився 24 лютого 1963 (м. Єнакієве, Донецька область); дружина Ольга Миколаївна (1966) — бухгалтер ЗАТ «Класичне страхування»; сини Данил (1988) і Андрій (1999).
Освіта: Дніпропетровський гірничий інститут (1985), «Економіка та організація гірничої промисловості»; Українська академія державного управління при Президентові України (2002), магістр державного управління.
Вересень 2007 — кандидат в народні депутати України від Партії регіонів, № 240 в списку. На час виборів: народний депутат України, член ПР.
Народний депутат України 5-го скликання з квітня 2006 до листопада 2007 від Партії регіонів, № 170 в списку. На час виборів: тимчасово не працював, член ПР. Член фракції Партії регіонів (з травня 2006). Член Комітету з питань екологічної політики, природокористування та ліквідації наслідків Чорнобильської катастрофи (з липня 2006).
- 1985–1989 — гірничий майстер шахти ім. К. Маркса, м. Єнакієве.
- 1990–1992 — заступник начальника податкової інспекції, м. Єнакієве.
- 1992–1994 — директор СП «Інтердрейд», м. Єнакієве.
- 1994–1996 — директор ТОВ «АПЕКС», м. Київ.
- 1996–1997 — директор представництва ЗАТ «Дантекс», м. Київ.
- 1997–2000 — голова правління ЗАТ «РИФ», м. Київ.
- 2000–2001 — виконавчий директор Міжнародного благодійного фонду «Від щирого серця», м. Київ.
- 2001 — начальник управління інвестиційної політики, заступник начальника Головного управління економіки Житомирської облдержадміністрації.
- 2001–2002 — керівник служби Державного секретаря Міністерства палива та енергетики України.
- 2002–2003 — помічник народного депутата України.
- З січня 2003 — заступник голови Житомирської облдержадміністрації.
- Липень 2004 — березень 2005, травень 2005 — травень 2006 — заступник Міністра промислової політики України.

Державний службовець 3-го рангу (вересень 2004).